# S/2001 (66063) 1
S/2001 (66063) 1とは、アテン群に属する地球近傍小惑星(66063) 1998 RO1を公転する衛星である。

## 軌道の性質

質量が異なる2つの天体が円軌道で十字で示された共通重心を運動するアニメーション。と'S/2001 (66063) 1はこのアニメーションに近い関係を持つと推定されている。

S/2001 (66063) 1は、直径が約400mの天体であり、1998 RO1からわずか約800mしか離れていない位置を、14時間32分で公転している。この公転半径は、直径約800mの天体である1998 RO1の半径の約2倍、S/2001 (66063) 1の半径の約4倍しかない。また、離心率は0から0.10とあまりゆがみのない円軌道である。このことから、1998 RO1とS/2001 (66063) 1は主星と衛星の関係と言うよりは、共通重心を中心に公転する二重小惑星の関係と言える。距離が近いので、あるいは接触二重小惑星をたまたま2つの天体として見ているだけかもしれない。
1998 RO1は地球の準衛星であるので、S/2001 (66063) 1も準衛星であると言える。衛星を持つ準衛星は他の天体も含め1998 RO1が唯一である。

## 物理的性質
S/2001 (66063) 1の公転周期から、(66063) 1998 RO1とS/2001 (66063) 1の合計の質量は約1億1000万トンであることがわかる。S/2001 (66063) 1は1998 RO1の0.5倍の大きさなので、仮に形が相似であると仮定した、S/2001 (66063) 1の質量は約1400万トンである。球体と仮定した場合、S/2001 (66063) 1の平均密度は約0.41g/cm3とかなり小さな値を示す。(66063) 1998 RO1の平均密度の推定値にも、1.5+1.7
−0.6g/cm3という低い値がある。これから、2つの天体がラブルパイル天体、もしくは少なくとも片方がYORP効果によって生成された天体であることが推測できる。

## 衝突のリスク
S/2001 (66063) 1は(66063) 1998 RO1から離れていない天体なので、天体に対する衝突リスクは(66063) 1998 RO1と同等に語ることができる。